# Unterseeboot 537
L'Unterseeboot 537 (ou U-537) était un sous-marin allemand utilisé par la Kriegsmarine pendant la Seconde Guerre mondiale. Il est surtout connu pour avoir déposé en octobre 1943 une station météorologique automatique sur la côte Nord-Est du Canada.

## Historique
Après sa formation à Stettin en Pologne au sein de la 4. Unterseebootsflottille jusqu'au 31 mai 1943, l'U-537 est affecté à une escadrille de combat à la base sous-marine de Lorient en France au sein de la 10. Unterseebootsflottille. À la suite de l'avancée des forces alliées en France, il rejoint, à partir du 1er octobre 1944, la 33. Unterseebootsflottille basée à Jakarta en Indonésie.
Il fait partie de la meute de loups gris (en allemand : Rudeltaktik et en anglais : Wolfpack) d'U-Boote qui naviguent dans l'océan Indien sous le nom de Monsun.
Le 31 octobre 1943, un avion canadien Lockheed Hudson de l'escadrille Sqdn 11 attaque l'U-537 en lui tirant huit roquettes sans succès.

Dix jours plus tard, le 10 novembre 1943, un hydravion canadien Consolidated PBY Catalina de l'escadrille Sqdn 5 lui lance quatre grenades sous-marines au large du Cape Race, également sans succès. Le lendemain, un autre hydravion canadien PBY Catalina de la même escadrille lui lance également quatre charges de profondeur en l'endommageant légèrement. L'U-537 s'échappe des bâtiments de surface mis à sa recherche et arrive à son port sans autre danger, le 8 décembre.

Le 5 mars 1944, en quittant la France, l'U-537 est attaqué par un avion allié qui l'endommage sérieusement. Il doit interrompre sa patrouille et retourne vers Lorient qu'il rejoint le 6 mars.
L'U-537 est coulé le 9 novembre 1944 dans la Mer de Java à l'est de Surabaya à la position géographique de 7° 13′ S, 115° 17′ E, par des torpilles lancées par le sous-marin américain USS Flounder.
 
Les 58 hommes d'équipage meurent dans cette attaque.

## Installation d’une station météorologique sur la côte canadienne.
En raison de la circulation générale des vents, d’Ouest en Est, les conditions météorologiques se déplacent à l'identique de l’Ouest vers l’Est. Les alliés disposant de stations météorologiques le long de la côte américaine de l’océan Atlantique sont donc en mesure de prévoir les conditions qui prévaudront quelques heures plus tard en Europe. Les Allemands, qui ne disposent pas de telles installations en Amérique, mettent au point des stations météorologiques automatiques dénommées Wetter-Funkgerät Land. Ils décident d’en installer une (WFL-26) en un point isolé de la côte Nord du Canada.
L’U-537, ayant embarqué la station et les deux spécialistes de la société Siemens chargés de l’installer, quitte Kiel le 18 septembre 1943 et, après un bref arrêt à Bergen (Norvège), se dirige vers la côte du Labrador. Il fait surface à plusieurs reprises pour rendre compte de sa position avant d’arriver le 22 octobre à destination dans la baie de Martin, au Nord du Labrador, près du Cap Chidley (Canada). 
Le débarquement des équipements commence dès le lendemain matin. Ils sont hissés au sommet de la colline (60° 05′ 00,2″ N, 64° 22′ 50,8″ O  où 60° 05′ 00,2″ N, 64° 22′ 50,8″ O ) sur laquelle la station doit être montée et marqués du nom d’un service canadien qui n’existe pas, le « Canadian Weather Service ». En fin d’après-midi le montage de la station est achevé et le sous-marin reprend aussitôt la mer ; il s’immerge complètement au large puis s’arrête pour vérifier que le transmetteur de la station fonctionne correctement.
L’U-537 est libre de choisir sa mission de chasse au retour. Il fait plusieurs fois surface pour vérifier le signal de la station mais il ne reçoit rien. Il patrouille ensuite au large de Terre-Neuve où il est bombardé (voir supra) et rentre finalement à Lorient le 8 décembre.
La station ne sera découverte par les autorités canadiennes qu’en 1980.

## Affectations successives
- 4. Unterseebootsflottille du 27 janvier 1943 au 31 juillet 1943
- 10. Unterseebootsflottille du 1er août 1943 au 30 septembre 1944
- 33. Unterseebootsflottille du 1er octobre 1944 au 9 novembre 1944

## Commandement
- Kapitänleutnant Peter Schrewe du 27 janvier 1943 au 9 novembre 1944

## Navires coulés
L'U-537 n'a, ni coulé, ni endommagé de navire au cours des 3 patrouilles qu'il effectua.

## Sources
- (en) Jak P. Mallmann Showell, U-boats at war : landings on hostile shores, Shepperton, Surrey, Ian Allan, 2000, 160 p. (ISBN 978-0-711-02721-3 et 978-1-557-50864-5, OCLC 44737156)
- Martin K.A. Morgan, traduit de l’anglais par Frederik Jeanne, U-537, Cap Chidley et WFL-26, 39-45 Magazine, no 299, avril 2012

- (en) U-537 sur Uboat.net